# Dent de Brenleire
Die Dent de Brenleire ist ein 2354 m hoher Berg in den Freiburger Voralpen auf Gemeindeboden von Val-de-Charmey im Kanton Freiburg in der Schweiz. Sie ist nach dem Vanil Noir (2389 m), dem Vanil de l’Ecri (2376 m) und der Pointe de Paray (2375 m) der vierthöchste Gipfel der Freiburger Voralpen und des Kantons Freiburg.

## Geographie

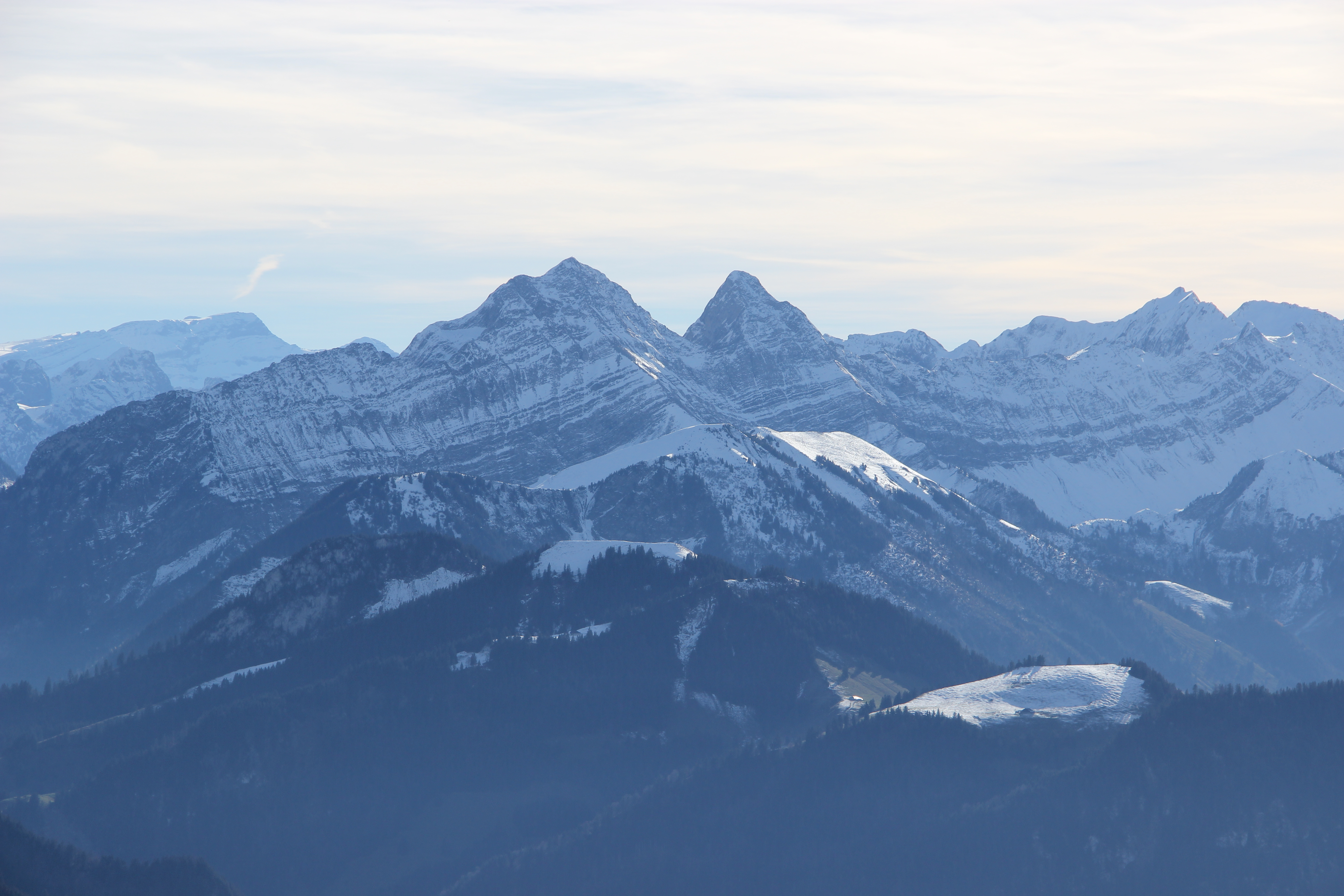
Die höchste Bergkette der Freiburger Voralpen von Nordwesten. Von links der Schultergipfel Vanil du Croset, Dent de Brenleire und Dent de Folliéran, rechts Vanil Noir und Vanil de l’Ecri

Die Dent de Brenleire ist der nordöstlichste Berg der höchsten Bergkette der Freiburger Voralpen, die von der Pointe de Cray (2070 m) im Südwesten über den Vanil Noir nach Nordosten zieht. Gemeinsam mit der südwestlich gelegenen Dent de Folliéran (2340 m) bildet sie einen markanten Doppelberg. Abgesehen von der kleinen Nordostschulter (ca. 2300 m) ist die Dent de Brenleire ein relativ gleichmässig abfallender Berg. Der einzige bedeutende Nebengipfel ist der Pyramide der Dent de Brenleire nordöstlich vorgelagert: der Vanil du Croset (2108 m; Schartenhöhe ca. 70 m), durch eine tiefe Scharte von der Dent de Brenleire abgetrennt, ist ein weit nach Nordosten auslaufender Grat, der mit dem Vanil de l’Ardille (1975 m) noch eine aus der Talperspektive markanten Bergschulter ohne ausgeprägte Gipfelcharakteristik besitzt. Der Nordwestgrat der Dent de Brenleire leitet zum wesentlich niedrigeren Plan de Tissiniva (1885 m; Schartenhöhe 133 m) und weiter zum Gros Haut Crêt (1644 m; Schartenhöhe ca. 300 m).